# Redondos Negros
Redondos Negros es un cultivar de higuera de tipo higo común Ficus carica, bífera es decir produce dos cosechas por temporada, las brevas de primavera-verano, y los higos de verano-otoño, de higos de epidermis con color de fondo púrpura rojizo con sobre color verde blanquecino en la zona del cuello, con color de transición amarillo rojizo. Es oriunda de Huércal Overa, Provincia de Almería, Andalucía, se está cultivando en el vivero de ANSE "Asociación de Naturalistas del Sureste", donde cultivan variedades frutícolas y hortícolas de la herencia para su conservación y recuperación de su cultivo.

## Sinonimia
- „sin sinónimos“.[6][7][8]

## Historia
Nuestra higuera Ficus carica, procede de Oriente Medio y sus frutos formaron parte de la dieta de nuestros más lejanos antepasados. Se cree que fueron fenicios y griegos los que difundieron su cultivo por toda la cuenca del mar Mediterráneo. Es un árbol muy resistente a la sequía, muy poco exigente en suelos y en labores en general.
Los higos secos son muy apreciados desde antiguo por sus propiedades energéticas, además de ser muy agradables al paladar por su sabor dulce y por su alto contenido en fibra; son muy digestivos al ser ricos en cradina, sustancia que resulta ser un excelente tónico para personas que realizan esfuerzos físicos e intelectuales.
España se ha consolidado en los últimos años como el mayor productor de higos de la Unión Europea y el noveno a nivel mundial, según los datos de "FAOSTAT" (Estadísticas de la FAO) del 2012 que recoge un reciente estudio elaborado por investigadores del « “Centro de Investigación Finca La Orden- Valdesequera” ».
La higuera 'Redondos Negros' es oriunda de la localidad de Huércal Overa, Provincia de Almería, Andalucía. Se está cultivando en la Región de Murcia en el vivero de ANSE "Asociación de Naturalistas del Sureste", donde cultivan variedades frutícolas y hortícolas de la herencia para su conservación y recuperación de su cultivo.

## Características
La higuera 'Redondos Negros' es una variedad bífera de tipo higo común. Árbol de mediano desarrollo, follaje denso, hojas pentalobuladas en su mayoría con lóbulos más pequeños a su vez en los tres lóbulos centrales, también tiene hojas de 3 lóbulos pero menos. Los 'Redondos Negros' es de producción  muy alta de higos.
Las brevas 'Redondos Negros' las cuaja solamente en años favorables a finales de junio, tienen un sabor muy característico. Los higos 'Redondos Negros' son higos redondeados esféricos con forma achatada, de tamaño mediano de unos 20 gramos en promedio, de epidermis gruesa resistente, de color de fondo púrpura rojizo con sobre color verde blanquecino en la zona del cuello, con color de transición amarillo rojizo; cuello grueso de un tamaño mediano; pedúnculo casi inexistente grueso, con escamas pedunculares gruesas de color verde amarillento con festón marrón ; ostiolo de tamaño mediano con escamas ostiolares grandes semi adheridas; costillas marcadas; grietas longitudinales varias cuando el higo está maduro. Mesocarpio de grosor grueso y color blanco; cavidad interna de mediana a grande con aquenios pequeños numerosos; pulpa de color ambarino claro, dulce y jugosa; con un ºBrix (grado de azúcar) de 22, con firmeza media. De una calidad buena en su valoración organoléptica, son de un inicio de maduración desde mediados de agosto a finales de septiembre.

## Cultivo y usos
'Redondos Negros', es una variedad de higo con piel de grosor medio, se puede consumir en fresco y en seco.